# 7,92 × 107 mm P35

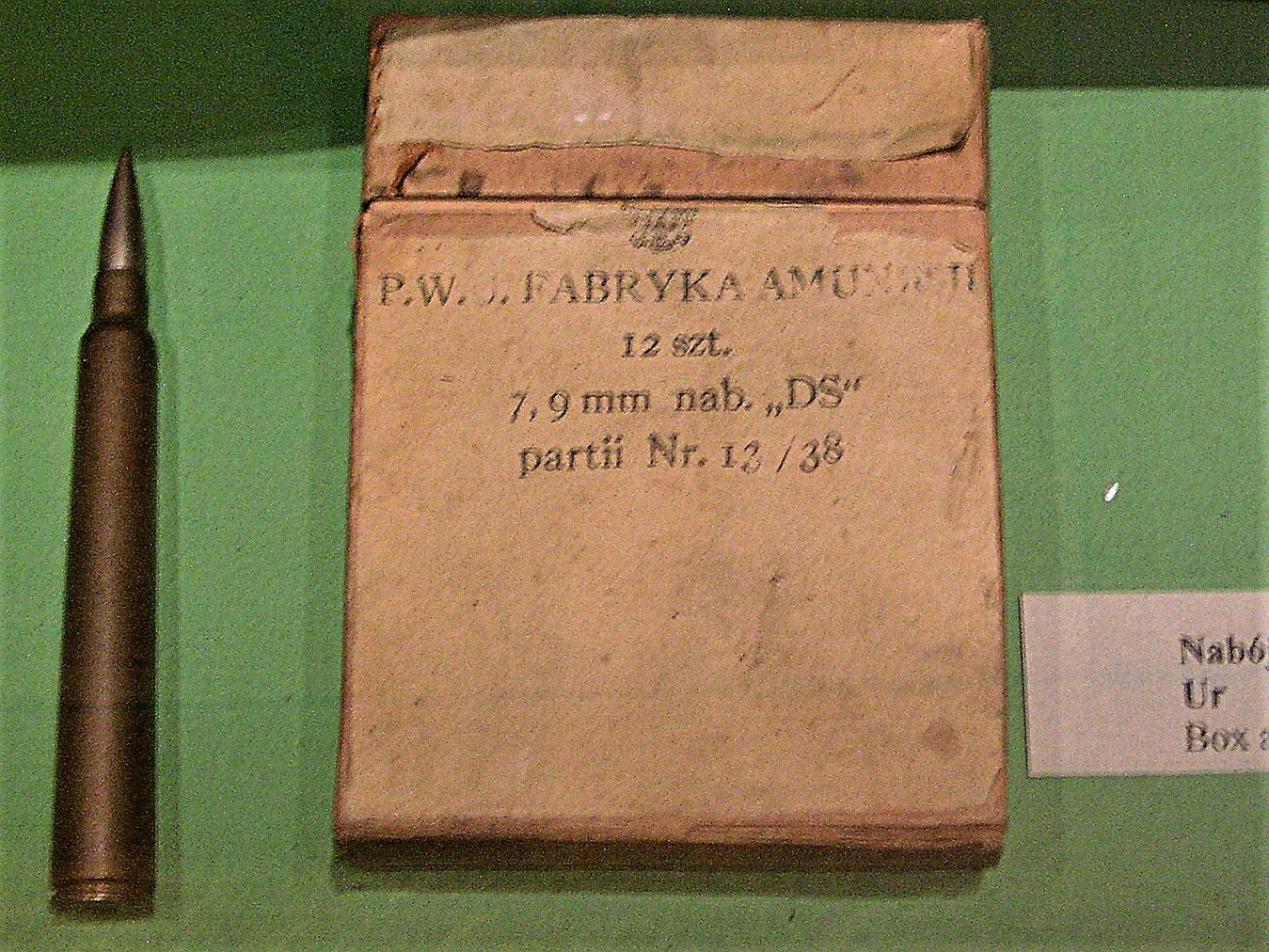
Patrone des Kalibers 7,92 × 107 mm mit Schachtel

Die 7,92 × 107 mm P35 ist eine speziell für die polnische Panzerbüchse Modell 1935 entwickelte Patrone, die zum Anfang der 1930er-Jahre entwickelt wurde.

## Entwicklung
Ursprung der Entwicklung war die deutsche Munition im Kaliber 7,92 mm Mauser. Zur Erreichung einer höheren Geschossgeschwindigkeit und damit höherer kinetischer Energie wurde die Hülse stark verlängert; das Geschoss erhielt einen Wolframkern. Die Munition war entsprechend sehr rasant, dies wurde mit einem extremen Laufverschleiß erkauft. Nach nur etwa 200 bis 300 Schuss musste der Lauf gewechselt werden.

## Durchschlagsleistung
Die Geschosse durchschlugen bei 30° Auftreffwinkel und 300 m Entfernung noch 15 mm Panzerstahl und bei einem Auftreffwinkel von 60° und 50 m Entfernung 22 mm Panzerstahl. Dies war jedoch bereits zu Beginn des Zweiten Weltkrieges nicht mehr ausreichend, um stark gepanzerte Fahrzeuge zu bekämpfen.